# 균등분포 수열
균등분포 수열(equidistributed sequence)은 부분간격 범위에 속한 항 개수의 비율이 그 간격의 길이에 비례하는 수열이다.

## 같이 보기
- 디오판토스 근사
- 에르되시-투란 부등식
- 균등분포 정리
- 저불일치 수열